# Макаро-Яровская волость
Мака́ро-Яро́вская во́лость — историческая административно-территориальная единица Славяносербского уезда Екатеринославской губернии.
По состоянию на 1886 год состояла из 8 поселений, 8 сельских общин. Население — 3 614 лиц (1 903 мужского пола и 1 711 — женского), 683 дворовых хозяйства.
|                       | Площадь, десятин | В том числе пахотной, дес. |
| --------------------- | ---------------- | -------------------------- |
| Сельских общин        | 4826             | 3184                       |
| Частной собственности | 15539            | 3607                       |
| Другой собственности  | 153              | 43                         |
| В целом               | 20518            | 6834                       |

Основные поселения волости:
- Макаров Яр — собственническое село при реке Северский Донец и ручьях Макаров и Белоусов в 65 верстах от уездного города, 1 414 человек, 292 двора, православная церковь, лавка, ежегодная ярмарка и базары по воскресеньям.
- Ново-Божедаровка («Давыдовка», «Кружиловка») — собственническое село при реке Северский Донец и ручье Кружиловка, 489 человек, 90 дворов, православная церковь, лавка, 2 ярмарки в год.